# Guerra de regalos
Guerra de regalos (título original A War of Gifts: An Ender Story) es una novela de ciencia ficción del escritor estadounidense Orson Scott Card. La novela se desarrolla en el universo de la Saga de Ender y detalla la estancia de Ender en la Escuela de Batalla tal como describen las novelas El juego de Ender y La sombra de Ender.

## Argumento
Guerra de regalos comienza en  Carolina del Norte donde Zechariah 'Zeck' Morgan, un chico con una memoria casi perfecta, vive con su familia. El padre de Zeck es un ministro cristinano de su iglesia y ha inculcado a su hijo en el pacifismo. Cuando la Flota Internacional pretende llevarse a su hijo a la Escuela de Batalla, la madre de Zeck ve la oportunidad perfecta para que su hijo escape de su abusivo padre .  
En la Escuela de Batalla, los otros estudiantes toleran malamente a Zeck debido a sus fuertes prejuicios religiosos y a su negativa a luchar en la Sala de Batalla. En diciembre Zeck ve a un chico holandés poniendo un regalo del día de San Nicolás en el zapato de otro chico holandés. Debido a que las actividades religiosas incluyendo la oración y festivos está prohibido en la Escuela de Batalla y Zeck ha sido enseñado por su padre que Santa Claus es el mal, decide informar de los dos niños al Coronel Graff. Después de que el coronel llamara a los chicos para reprenderles, deciden rebelarse consiguiendo que todo el mundo celebre no la Navidad, pero si Santa Claus, ya que no es un símbolo religioso en el libro, sino uno secular. Cuando Zeck se queja a las autoridades, se niegan a hacer cualquier cosa.
Zeck va a los estudinates musulmanes y les indica que a los cristianos se les permite celebrar sus fiestas. Algunos de los estudiantes musulmanes comienzan sus oraciones diarias. Cuando la administración les fuerza a abandonarlas, los demás estudiantes dejar de darse regalos de Navidad entre sí. También se niegan a hablar con Zeck. Cuando él comienza a tener una crisis nerviosa a causa del aislamiento, Ender decide tener una charla con él. Al hacerlo, descubre que Zeck estaba desesperadamente tratando de ser enviado de vuelta a casa para poder proteger a su madre de su padre. Después Ender convence a Zeck que su madre no necesita ser protegida y le da un pequeño regalo de "Santa Claus". Cuando los otros estudiantes conocen que Zeck aceptó el regalo, dejan de ignorarle y lo vuelven a tolerar.

## Personajes

### Familia Morgan
- Zeck Morgan
- Reverendo Habit Morgan - padre de Zeck
- Sin Nombre- madre de Zeck

### Familia Wiggin
- Andrew "Ender" Wiggin
- Peter Wiggin - Hermano mayor de Ender
- Valentine Wiggin - Hermana mayor de Ender
- John Paul Wiggin - Padre de Ender
- Theresa Wiggin - madre de Ender

### Estudiantes
- Dink Meeker - chico holandés
- Filippus "Flip" Rietveld - chico alemán
- "Rose de Nose" Rosen
- Ahmed - estudiante Pakistaní (musulmán)
- Sin nombre- otros estudiantes
- Bean

### Personal de la Flota Internacional
- Capitán Bridegan
- Agnes O’Toole - Examinador de la F.I.
- CoRonel Graff - Comandante de la Escuela de Batalla
- Sin nombre - Profesores, Consejeros, Marines

## Significación y recepción literarias
Guerra de regalos no fue particularmente bien recibido por la crítica. La queja principal de la historia es que a pesar de que plantea las cuestiones de la fe, la libertad religiosa y la represión religiosa, lo hace de una manera muy superficial.  Algunos críticos han comentado también en el carácter de Ender Wiggin, que se describe como demasiado cristiano para ser creíble.

## Conexión con "Ender’s Stocking"
Capítulo 2 Ender’s Stocking donde Peter pelea con su madre a través de la media de la Navidad que ha preparado para Ender mientras él está ausente en la Escuela de Batalla apareció originalmente en el cuento "Ender's Stocking" el cual fue publicado en octubre de 2007 en InterGalactic Medicine Show. Este capítulo ha sido criticada por parecer no estar relacionado con el resto del libro y para eludir el resto de la historia.

## Conexión con el resto de parte de la Saga de Ender
En añadirura de lo explicado en "El juego de Ender" y "La sombra de Ender"., la reacción islámica en contra de las celebraciones de Navidad en explicada en esta novela siembra las semillas para la creación Califato de los alumnos musulmanes de la Escuela de Batalla quienes tendrán un papel decisivo en la Saga de las Sombras. Este es Alai, quien se convertirá en Califa.